# Noëlle Norman
Noëlle Norman, de son vrai nom Simone Denise Bruleport, est une actrice française, née le 7 janvier 1921 à Paris XVIIe et morte d'une absorption massive de barbituriques le 11 janvier 1985 à Villeneuve-sur-Verberie (Oise).

## Biographie
En juin 1938, à 17 ans, elle remporte le Championnat national d’Éloquence au Club du Faubourg en improvisant sur : « Que pensez-vous de la jeune fille moderne ? ».
En mars 1939, à 18 ans, elle est élue Miss Cinéma 1939 lors de la Nuit officielle du cinéma. À cette occasion, Fernandel vient l'embrasser.
Elle fut mariée au comédien Dominique Nohain (qui a été marié avec Paulette Brun, la fille de l'acteur Raimu), fils de Jean Nohain. 

## Filmographie

### Cinéma
- 1938 : Grand-père de Robert Péguy : La surveillante
- 1938 : Remontons les Champs-Elysées de Sacha Guitry et Robert Bibal : Une biche
- 1939 : Jeunes Filles en détresse de Georg-Wilhelm Pabst
- 1939 : Rappel immédiat de Léon Mathot
- 1939 : Finisce sempre così de Enrique Susini : Mariza Kalmay
- 1940 : Dopo divorzieremo de Nunzio Malasomma et la version espagnole Marido provisional de Jeronimo Mihura et Nunzio Malasomma : Helen
- 1940 : Il cavaliere di Kruja de Carlo Campogalliani
- 1941 : Ce n'est pas moi de Jacques de Baroncelli
- 1941 : La Duchesse de Langeais de Jacques de Baroncelli
- 1941 : Péchés de jeunesse de Maurice Tourneur : Une infirmière
- 1942 : Pension Jonas de Pierre Caron
- 1942 : Des jeunes filles dans la nuit de René Le Hénaff
- 1942 : L'Honorable Catherine de Marcel L'Herbier : Une invitée
- 1942 : L'Inévitable Monsieur Dubois de Pierre Billon
- 1942 : Mademoiselle Béatrice de Max de Vaucorbeil : Virginie de Malempré
- 1942 : Le Voile bleu de Jean Stelli : Madame Berger
- 1944 : Coup de tête de René Le Hénaff
- 1945 : Falbalas de Jacques Becker
- 1945 : Les Malheurs de Sophie de Jacqueline Audry : Madame de Fleurville
- 1945 : Une femme coupée en morceaux de Yvan Noé
- 1946 : Monsieur Chasse de Willy Rozier : Léontine
- 1946 : Les Aventures de Casanova de Jean Boyer : Clotilde de Manoir
- 1947 : Vertiges de Richard Pottier : Odette
- 1947 : Le Diamant de cent sous de Jacques Daniel-Norman : Phyllis
- 1947 : Émile l'Africain de Robert Vernay : Suzanne Boulard
- 1948 : La Bataille du feu ou les Joyeux Conscrits de Maurice de Canonge : Lulu
- 1948 : Jo la Romance de Gilles Grangier : La secrétaire
- 1948 : Le Juif errant (L'ebreo errante) de Goffredo Alessandrini : Elena
- 1949 : On demande un assassin de Ernest Neubach : Liliane
- 1949 : La Valse de Paris de Marcel Achard : Marie Pradeau
- 1951 : Descendez on vous demande de Jean Laviron : Sylvette de Vignolles
- 1953 : Piédalu député de Jean Loubignac
- 1954 : Dix-huit heures d'escale de René Jolivet : Mme Bério
- 1957 : Amour, tango, mandoline (Liebe ist ja nur ein Märchen) de Arthur Maria Rabenalt : Une chanteuse
- 1958 : Le Grand Chef de Henri Verneuil : Mme Jumelin

## Théâtre
- 1942 : Colinette de Marcel Achard, mise en scène Pierre Dux, Théâtre de l'Athénée ;
- 1942 : La Mégère apprivoisée, adaptation de Paul Delair, mise en scène Jean-Jacques Delbo au sein du Rideau de Tours, décors et musique par le peintre Bernard Boesch, Tours ;
- 1943 : L'École des faisans de Paul Nivoix, Théâtre de l'Avenue ;
- 1946 : Anne et le dragon de Raymond Caillava, mise en scène Nouno Nicas, Théâtre Verlaine.